# Euthalia hebe
Euthalia hebe är en fjärilsart som beskrevs av John Henry Leech 1891. Euthalia hebe ingår i släktet Euthalia och familjen praktfjärilar. Inga underarter finns listade i Catalogue of Life.